# Monts Masherbrum
Les monts Masherbrum sont une chaîne de montagnes située dans le massif du Karakoram, dans le district de Ghanche, dans le territoire autonome du Gilgit-Baltistan, au Nord du Pakistan.

## Géographie

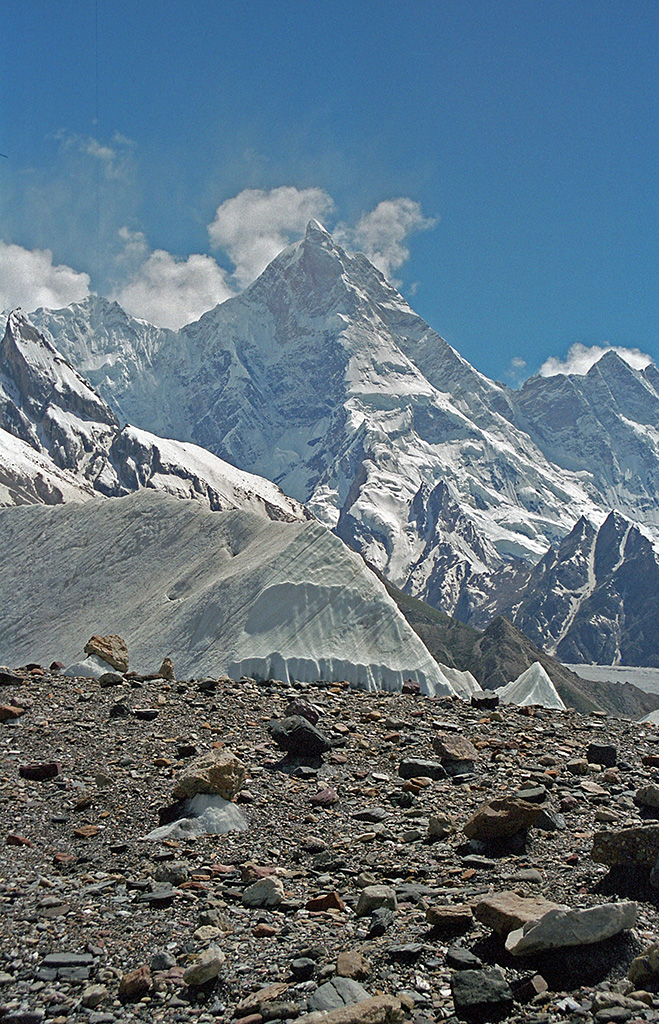
Vue du Masherbrum.

Les monts Masherbrum sont situés au sud du glacier du Baltoro. La partie méridionale de la chaîne, située dans le bassin de l'Indus, est drainée par la rivière Hushe.
Moins célèbre que la chaîne Baltoro Muztagh, qui se trouve de l'autre côté du glacier du Baltoro, les monts Masherbrum comptent néanmoins plusieurs sommets de plus de 7 000 mètres et attirent des alpinistes du monde entier. Son point culminant est le Masherbrum (7 821 m).

### Sommets principaux
Les sommets figurant dans le tableau ci-dessous ont une altitude supérieure à 7 200 m et une hauteur de culminance d'au moins 500 m.
| Montagne           | Altitude (m) | Coordonnées                  | Hauteur de culminance (m) | Sommet parent | Première ascension | Ascensions (tentatives) |
| ------------------ | ------------ | ---------------------------- | ------------------------- | ------------- | ------------------ | ----------------------- |
| Masherbrum         | 7 821        | 35° 38′ 24″ N, 76° 18′ 21″ E | 2 457                     | Gasherbrum I  | 1960               | 4 (9)                   |
| Chogolisa          | 7 665        | 35° 36′ 51″ N, 76° 34′ 45″ E | 1 624                     | Masherbrum    | 1975               | 4 (2)                   |
| Baltoro Kangri     | 7 312        | 35° 38′ 21″ N, 76° 40′ 24″ E | 1 040                     | Chogolisa     | 1976               | 1 (0)                   |
| Pic Baltistan (K6) | 7 282        | 35° 25′ 00″ N, 76° 33′ 03″ E | 1 962                     | Chogolisa     | 1970               | 1 (3)                   |

### Sommets secondaires
Parmi les autres sommets notables, situés dans la vallée de Hushe figurent :
- le pic Saraksa (K7), 6 934 m ;
- le pic Kapura, 6 544 m ;
- le pic Drifika, 6 447 m.